# Мульгімаа

Прапор Мульгімаа

Мульгімаа (ест. Mulgimaa) — культурно-історична область на півдні Естонії, що охоплює повіт Вільяндімаа та північно-західну частину повіту Валгамаа, тобто землі колишніх парафій Галлісте, Гельме, Карксі, Пайсту і Тарвасту.
Територією Мульгімаа також вважається південна частина історичної парафії Вільяндімаа та східна частина історичної парафії Саарде. У той же час за словами дослідника Едуарда Вяері більша частина корінного населення парафії Гельме не вважає себе мульками — народом, що населяє Мульгімаа.

Регіон під назвою Мульгімаа до кінця ХІХ століття через використання мови мульгі (мульгійського діалекту південноестонської мови) був чітко відокремленим етнографічним та лінгвістичним регіоном, наступником давнього повіту Сакала. Станом на 2012 рік мовою мульгі розмовляло близько 10 000 осіб. Наразі п'ять парафій (Галлісте, Гельме, Карксі, Пайсту і Тарвасту) Мульгімаа визначає лише певний тип національних костюмів та територія поширення мови мульгі (західних діалектів південноестонської мови) серед людей старшого віку.

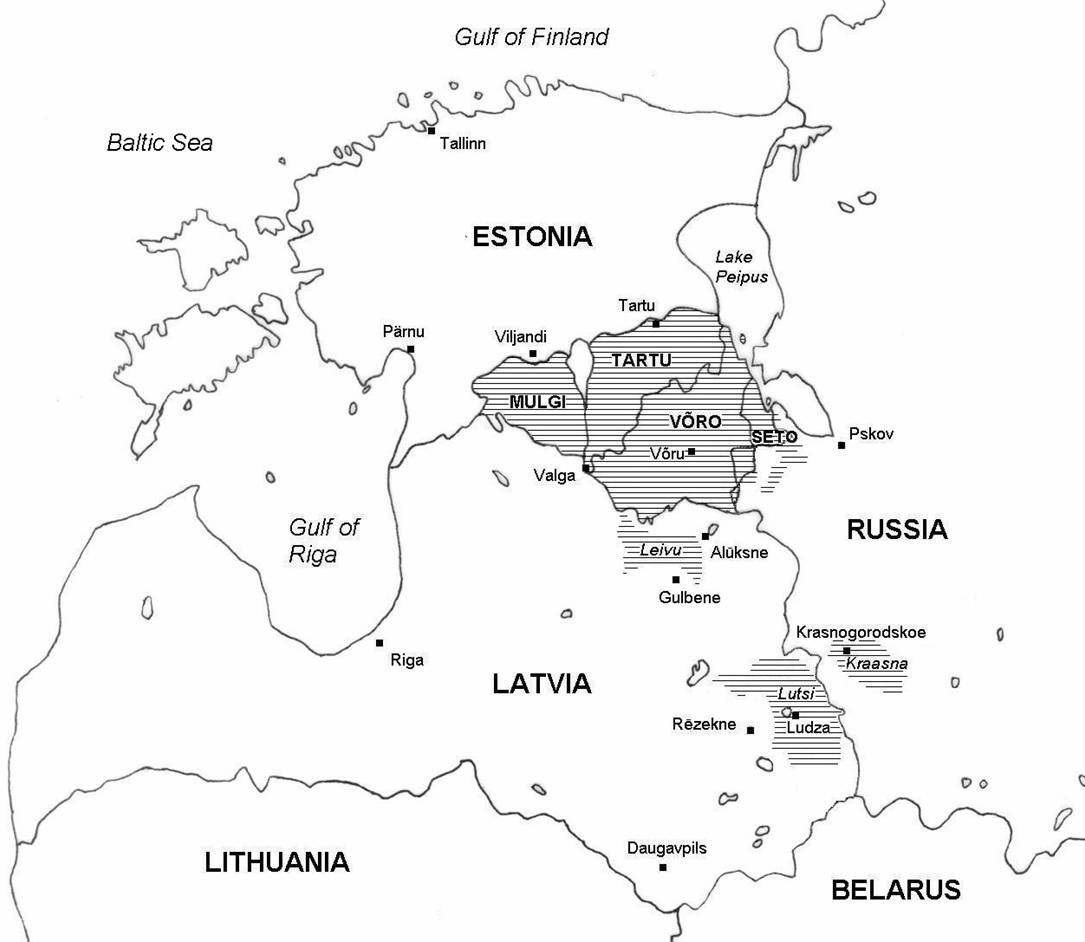
Південноестонські діалекти (виро, сету, мульгі і тарту) та мовні острови (Лейву, Лудза і Краасна)

Багато хто помилково вважає, що сучасний повіт Вільяндімаа не належить до Мульгімаа. Мешканці Вільяндімаа поза цими п'ятьма парафіями не є мульками; часто столицею Мульгімаа помилково вважається місто Вільянді, проте воно не знаходиться у межах історичних земель Мульгімаа. Наприкінці ХХ століття багато місцевих жителів вважали центром Мульгімаа місто Аб'я-Палуоя.
Наразі дослідженням, збереженням та розвитком культури Мульгімаа і мови мульгі займається «Інститут культури мульгі».